# 29e cérémonie des Television Critics Association Awards
La 29e cérémonie des Television Critics Association Awards (TCA Awards), décernés par la Television Critics Association, a eu lieu le 3 août 2013, et a récompensé les programmes télévisés diffusés au cours de la saison 2012-2013.
Les nominations ont été annoncées le 10 juin 2013.

## Palmarès
Note : le symbole « ♕ » rappelle le gagnant de l'année précédente (si nomination).

### Série de l'année
- Breaking Bad
  - The Americans
  - House of Cards
  - Game of Thrones ♕
  - The Walking Dead

### Meilleure série dramatique
- Game of Thrones
  - The Americans
  - Breaking Bad ♕
  - Homeland
  - Mad Men

### Meilleure série comique
(ex æquo)
- The Big Bang Theory
- Parks and Recreation
  - Louie ♕
  - New Girl
  - Veep

### Meilleure nouvelle série
- The Americans
  - Elementary
  - House of Cards
  - The Mindy Project
  - Orphan Black

### Meilleure mini-série ou meilleur téléfilm
- Ma vie avec Liberace (Behind the Candelabra)
  - American Horror Story: Asylum
  - Downton Abbey ♕
  - Rectify
  - Top of the Lake

### Meilleure performance individuelle dans une série dramatique
- Tatiana Maslany pour le rôle des clones dans Orphan Black
  - Bryan Cranston pour le rôle de Walter White dans Breaking Bad
  - Vera Farmiga pour le rôle de Norma Bates dans Bates Motel
  - Matthew Rhys pour le rôle de Philip Jennings dans The Americans
  - Monica Potter pour le rôle de Kristina Braverman dans Parenthood

### Meilleure performance individuelle dans une série comique
- Louis C.K.  pour le rôle de Louie dans Louie ♕
  - Lena Dunham pour le rôle de Hannah Horvath dans Girls
  - Jake Johnson pour le rôle de Nick Miller dans New Girl
  - Julia Louis-Dreyfus pour le rôle de Selina Meyer dans Veep
  - Amy Poehler pour le rôle de Leslie Knope dans Parks and Recreation

### Meilleure émission de téléréalité
- Shark Tank
  - The Amazing Race
  - The Glee Project
  - Survivor
  - The Voice

### Meilleure émission d'information
- The Central Park Five
  - 60 Minutes ♕
  - Anderson Cooper 360°
  - The Daily Show with Jon Stewart
  - The Rachel Maddow Show

### Meilleur programme pour enfants
- Bunheads
  - Adventure Time
  - Le Village de Dany (Daniel Tiger's Neighborhood)
  - 1, rue Sésame (Sesame Street)
  - Switched (Switched at Birth) ♕

### Heritage Award
- All in the Family
  - Lost : Les Disparus (Lost)
  - Saturday Night Live
  - Star Trek (Star Trek: The Original Series)
  - Twin Peaks

### Career Achievement Award
- Barbara Walters
  - James L. Brooks
  - James Burrows
  - Jay Leno
  - William Shatner

## Statistiques

### Nominations multiples
4 : The Americans
3 : Breaking Bad
2 : Game of Thrones, House of Cards, Louie, New Girl, Parks and Recreation, Veep